# حلقه چشمی

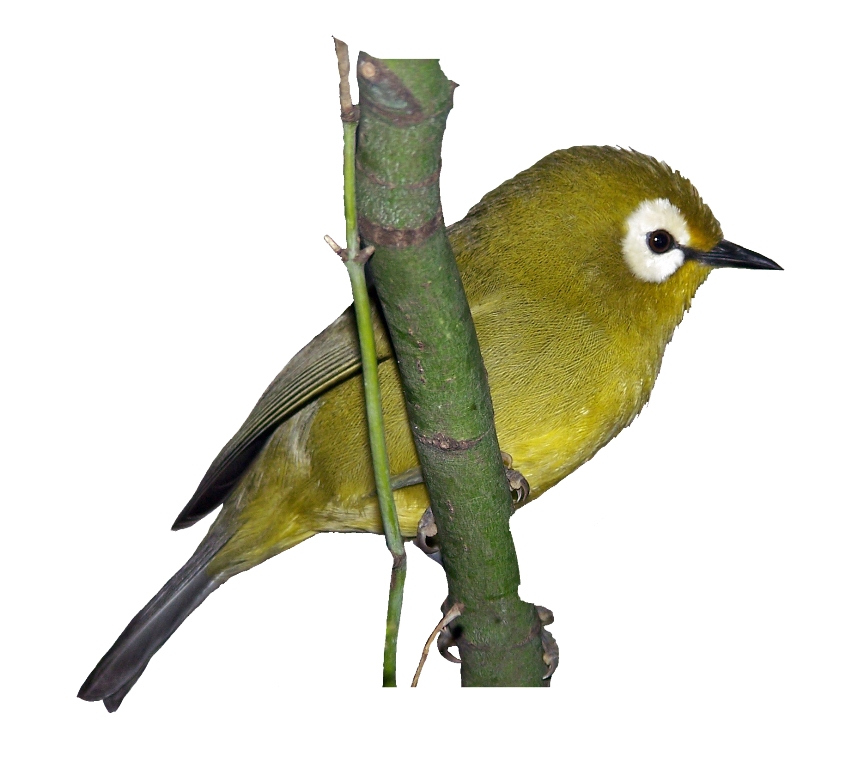
چشم‌سفیدها به دلیل حلقه‌های چشمی سفید آشکاری که در اکثر گونه‌ها یافت می‌شوند، نام‌گذاری شده‌اند. نام سردهٔ آنها Zosterops نیز به معنای «کمربند چشم» است.

حلقهٔ چشمی (به انگلیسی: Eye-ring) حلقه‌ای از پرهای ریز است که حلقه دور چشم یا حلقه مدار چشم (Orbital ring) را دربر گرفته است. حلقه مدار چشم از پوست برهنه بلافاصله چشم پرنده را دربر گرفته است. حلقه چشمی اغلب زینت‌شده است و رنگ آن ممکن است با پرهای کناری تضاد داشته باشد. حلقه پرها گاهی ناقص است و یک کمان چشمی را تشکیل می‌دهد. در نبود حلقه چشمی آشکار، حلقه مداری (orbital ring) پرنده اغلب به عنوان حلقه چشمی شناخته می‌شود. حلقه مداری برهنه ممکن است سفت یا گوشتی باشد یا ممکن است یک غبغبک چشمی تشکیل دهد. اینها علائم میدانی سودمندی در بسیاری از گونه‌های پرندگان هستند، و نوک‌پهن حلقه‌چشمی، تادی ژیان‌مرغ حلقه‌چشمی و دم‌خاری حلقه‌چشمی نمونه‌هایی از گونه‌هایی هستند که برای هر یک از این‌ها نام‌گذاری شده‌اند.